# Trung học Jan III Sobieski, Kraków
Trường trung học Jan III Sobieski ở Kraków - trường trung học ở Kraków, Ba Lan thành lập năm 1883.

## Lịch sử
Trường được thành lập như một sự tôn vinh dành cho vua Jan III Sobieski và chiến thắng của ông trong trận chiến Viên. Tòa nhà mới của trường trung học Jan III Sobieski được hoàn thành vào năm 1887. Các học viên của trường đã tham gia cả hai cuộc Chiến tranh Thế giới, đấu tranh cho nền độc lập của Ba Lan.
Trường trung học Sobieski là thành viên của Towarzystwo Szkół Twórczych (Hiệp hội các trường học sáng tạo) - phong trào của các trường học Ba Lan sẵn sàng chia sẻ kinh nghiệm để tăng sự phát triển cho học sinh. Từ năm 2009, đây cũng là một phần của mạng lưới các trường quốc tế dạy tiếng Đức Schulen: Partner der Zukunft (Trường học: Đối tác của tương lai).

## Cơ sở vật chất
Thư viện của trường chứa khoảng 20000 cuốn sách, trong đó 10% số sách là trước năm 1939. Cốt lõi của bộ sưu tập là bao gồm tất cả các ngành khoa học. Học sinh cũng có thể tham khảo các cuốn sách được xuất bản bằng tiếng nước ngoài bao gồm tiếng Anh, tiếng Đức, tiếng Pháp và tiếng Nga.

## Cựu sinh viên nổi tiếng
- Jan Stanisław Bystroń - nhà xã hội học và nhà dân tộc học
- Leon Chwistek - họa sĩ, triết gia
- Andrzej Duda - Tổng thống Ba Lan
- Filip Eisenberg - nhà vi khuẩn học
- Wlastimil Hofman - họa sĩ
- Tadeusz Hołuj - nhà văn
- Marian Jedlicki - nhà sử học
- Zdzisław Krygowski - nhà toán học
- Józef Lustgarten - cầu thủ bóng đá
- Franciszek Macharski - tổng giám mục Kraków
- Bronisław Malinowski - nhà nhân chủng học
- Tadeusz Peiper - nhà thơ
- Edward Raczyński - tổng thống Ba Lan lưu vong
- Henryk Reyman - cầu thủ bóng đá
- Jan Marcin Szancer - họa sĩ minh họa
- Tomasz Szczypiński - chính trị gia
- Jan Sztaudynger - nhà thơ, nhà châm biếm
- Jerzy Turowicz - nhà báo
- Mariusz Ziolko - giáo sư điện tử
- Jerzy Zubrzycki - nhà xã hội học

## Giáo viên nổi tiếng
- Leon Chwistek (cũng là cựu sinh viên)
- Władysław Czapliński
- Agata Kornhauser-Duda